# Frumosu
Frumosu là một xã thuộc hạt Suceava, România. Dân số vào thời điểm năm 2002 là 3.592 người.